# Freibrunner Spitze
De Freibrunner Spitze (Italiaans: Cima della Fontana) is een 3366 meter hoge bergtop in de Ötztaler Alpen in het Italiaanse Zuid-Tirol.
De Freibrunner Spitze is na de 3471 meter hoge Äußerer Bärenbartkogel (de noordoostelijke buurtop) en de 3394 meter hoge Rabenkopf (een zuidwestelijke buurtop) de hoogste berg van de Planeiler Bergen, een subgroep van de Ötztaler Alpen. Ten noorden van de top van de Freibrunner Spitze is de Freibrunner Ferner gelegen.
Een beklimming van de berg verloopt vanaf de Glieshof op 1810 meter hoogte of via de Obereteshütte (2670 meter) in het achterste deel van het Matschertal. Vanaf de Glieshof gaat het via een beklimming door het bos vlak achter de herberg of via een alpenweideweg het dal in tot aan het dalstation van de materiaallift richting Oberetteshütte. Vandaar gaat het over de rechteroever van de beek aldaar tot aan de kloof op 2250 meter hoogte. Vandaar gaat de tocht verder in noordelijke richting. Vanaf een hoogte van 2900 meter begint de route te lopen over rotsig terrein. Vanaf daar kan de Freibrunner Spitze na een korte klim worden beklommen. De noordwestelijke top van de berg is 3355 meter hoog, de zuidoostelijke top meet 3363 Meter über Adria. Vanaf de noordelijke top heeft men een goed uitzicht in de richting van Langtaufers. De gehele tocht vanaf de Glieshof neemt ongeveer vier uur in beslag. Vanaf de Oberetteshütte duurt de tocht nagenoeg drieënhalf uur.